# 能出新陸
能出 新陸（のうで あらりく, 英語: Alaric Naudé, 朝鮮語: 노종례, 中国語: 鸕聰叡）は韓国の大学教員であり、言語学者である。専門は応用言語学、社会言語学、社会学。教育学博士（Ed.D.）、社会科学博士（Ph.D.）。
「Alaric Naudé」（あらりっく のーで）が本来の名前であり、「能出 新陸」は日本で活動するにあたり自ら考えたペンネームである。

## 経歴
論文「ノーデ仮説：方言変異の触媒：言語を多様化または破壊する根本的な原動力（The Naudé Hypothesis: Catalysts of Dialectal Mutation: The Fundamental Driving Forces that Diversify or Destroy Languages.）」が認められ、ニカラグア中央大学で社会科学博士、アステカ大学で教育学博士を取得。英語、日本語、韓国語、中国語など、複数の言語を使いこなす言語学者である。中国、韓国、日本など東アジアを中心とした文化や言語を主に研究しており、国際連合教育科学文化機関において危機に瀕する言語として挙げられている朝鮮語族の済州語の研究にも取り組んでいる。
2024年7月に論文「Jurokoreojaponic Language Family Hypothesis: Comparison of Manchu & Middle Korean Vocabulary for Reconstruction of Common Linguistic Ancestry」を発表した。古代の女真語・韓国語・日本語・琉球語が同じ古代の祖先を持ち、そこから分岐したとする「女真韓日語族説（Jurokoreojaponic）」を提唱している。
ソウル教育大学の教授としてグリフィス大学およびクイーンズランド大学のパートナーシッププログラムの担当を経て、2024年10月の時点で水原大学校および水原科学大学にて教授を務めている。
アメリカの ヘテロドックス・アカデミー（英語: Heterodox Academy）、オランダの認知言語学協会、イギリス・アメリカのグローバルリスニングセンター、韓国国立研究財団（英語: National Research Foundation of Korea）、日本看護英語教育学会、フランスのEuropean City University（2025年3月10日に改名。旧名：City University of Paris）の学長など、様々な分野で活動しており、東西の言語および文化を超えた研究や活動に精力的に活動している。

## エピソード

### 学術検閲被害
2022年2月、能出はアメリカの児童保護団体「プロスタシア財団」と非営利団体「B4U-ACT」を分析した査読済み論文「A Case Study Via Sociolinguistic Analysis Of Covert Pro-Paedophilia Organization Registered As A Child Protection Charity And Its Links To Paedophilia Enablers In Academia And Academic Propaganda」を執筆し、『The British Journal of Sociology』で発表。これらの組織が小児性愛者を積極的に保護し、児童保護を弱体化させていると批判した。これに対しプロスタシア財団は名誉棄損を理由に同誌に圧力をかけ、発表からわずか24時間ほどで論文を削除に追い込んだ。
この騒動は「Reduxx Magazine」や「The Post Millenial」などのニュースで報じられ、国際精神分析評議会「Conselho Internacional de Psicanálise」などの学術団体でも取り上げられた。その後、論文は2022年7月に「The Public Insight」で再掲載されている。

### 弥助に関する本と論文を執筆
2024年、ゲーム『アサシン クリード シャドウズ』と弥助に関する話を聞いた時、「リサーチ不足のキャラクターが登場するビデオゲーム」としか思っていなかったものの、議論が気になり状況を調査していたところトーマス・ロックリーの作品に辿り着く。やがて西洋人のアジア文化に対する理解の低さ、そしてゲーム『アサシン クリード シャドウズ』のアジア描写の酷さに失望し、状況を是正するべく動くことを決める。当初はウェブ記事を作成する予定であったが、より効果的な方法として本を執筆することを決める。日本の戦国時代や室町時代は資料が大量に存在していることから、当初の製作予算は0円であり、実際に0円で書き上げた。この本はまず自費出版という形式で2024年10月に日本語と英語版が出版され、後日出版社から改めて出版された。
当初の計画は英語の文献を用いて弥助が侍であったことを証明しようとしたが、研究の結果弥助は侍ではなかったことが確認された。それどころか弥助に関する誤った歴史が世界中に流布されていることに気づき、それが今回の本の内容であるとしている。
さらに2025年3月、水原大学の学術誌『The Journal of International Education』から信長公記を主題としつつ、弥助およびロックリーの研究に関する査読済み論文「Manuscript Discrepancies and Historical Ambiguities: A Textual Study of the Shinchōkōki and Yasuke 写本の相違と歴史的曖昧さ：『信長公記』と弥助に関する本文研究」を発表した。

### 坂上田村麻呂黒人説についての批判
海外における坂上田村麻呂黒人説に対し『続日本紀』を英語訳、漢文読み下しなど史料解釈をしブログや動画などで同説を否定した。

### ジョニー・ソマリによる韓国における事件について
ジョニー・ソマリの悪質な言行について、自身のSNSで日本語、韓国語、英語などを用い、度々批判している。2025年3月29日には自身のSNSにおいて、ジョニー・ソマリの犯罪を問うオンライン署名に署名を求めた。

## 著書

### 単著
- Neurolinguistics and Multiculturalism for Language Instructors: Fundamental Knowledge for Language Acquisition
Grin-Verlagen Press 2014年 ISBN 9783668102026[36]
- The Babylon Cypher: "Why everything is language and language is everything"
Independently published 2021年 ISBN 9798793473453
- On Heresies : THE MODERN GNOSTICISM OF QUEER THEOLOGY
Independently published 2023年 ISBN 9798869626837
- Clinical English Essentials for Nurses: BRIDGING LANGUAGE AND HEALTHCARE
Independently published 2024年 ISBN 9798876603746
- AGAINST MARCION: Refuting the Blasphemies of Marcionite Doctrine
Independently published 2024年 ISBN 9798339428749
- THE REAL YASUKE: HISTORY BEYOND THE SAMURAI MYTH
United Scholars Academic Press 2024年 ISBN 9781763781108[37]
  - THE REAL YASUKE: HISTORY BEYOND THE SAMURAI MYTH (English Edition)
Independently published Press 2024年 ISBN 9798340221322
自費出版で先行販売されたもの
- 弥助: 侍伝説の歴史学的検証
United Scholars Academic Press (2024) ISBN 9781763781115[37]
  - 弥助: 侍伝説の歴史学的検証
Independently published 2024年 ISBN 9798340233806
自費出版で先行販売されたもの

### 共著
- Security, Development and Sustainability in Asia: A World Scientific Reference on Major Policy and Development Issues of 21st Century Asia. Volume 2: Geoeconomics, Innovation and Development
World Scientific 2023年 ISBN 9789811258190[36][38]
  - 「The Innovation Wars: Economic and Educational Competition between Korea, China and Japan」を執筆[36][38]